# Richard Richardsson
Richard Richardsson (Östersund, 1 de fevereiro de 1974) é um snowboarder sueco. Participou de três edições de Jogos Olímpicos de Inverno, na qual ganhou a medalha de prata em Salt Lake City 2002 no slalom gigante paralelo. Também foi campeão mundial em 1999.
Seu pai, Per-Olov Richardsson, competiu no esqui alpino nos Jogos Olímpicos de Inverno de 1968 em Grenoble.